# Labécède-Lauragais
Labécède-Lauragais – miejscowość i gmina we Francji, w regionie Oksytania, w departamencie Aude.
Według danych na rok 1990 gminę zamieszkiwało 317 osób, a gęstość zaludnienia wynosiła 16 osób/km² (wśród 1545 gmin Langwedocji-Roussillon Labécède-Lauragais plasuje się na 615. miejscu pod względem liczby ludności, natomiast pod względem powierzchni na miejscu 383.).

## Zabytki
Zabytki w miejscowości posiadające status Monument historique:
- Centre national de vol à voile de la Montagne Noire[a]
- zamek w Labécède-Lauragais (Château de Labécède-Lauragais)